# Coeloplana bocki
Coeloplana bocki är en kammanetart som beskrevs av Komai 1920. Coeloplana bocki ingår i släktet Coeloplana och familjen Coeloplanidae. Inga underarter finns listade i Catalogue of Life.